# Sportler des Jahres 1948 (Deutschland)
Die besten deutschen Sportler des Jahres wurden 1948 zum zweiten Mal ausgezeichnet. Dazu wurden erstmals die deutschen Sportjournalisten von der Internationalen Sport-Korrespondenz (ISK) aufgefordert, sich an der Abstimmung zu beteiligen. Es nahmen 127 Sportredakteure aus allen vier Besatzungszonen teil. Jeder konnte 15 Stimmen abgeben: fünf für den besten Sportler, vier für den zweitbesten, drei für den drittbesten, zwei für den viertbesten und einen für den fünftbesten. Kriterien dafür wurden nicht vorgegeben.
Es gewann wie im Vorjahr Tennisspieler Gottfried von Cramm. Eine getrennte Wertung von Sportlerinnen und Sportlern gab es nicht. Beste Sportlerin war die Skiläuferin Annemarie Buchner-Fischer auf Rang sieben.

## Rangliste
|     | Sportler/Sportlerin       | Sportart       | Punkte | Erfolge 1948                                          |
| --- | ------------------------- | -------------- | ------ | ----------------------------------------------------- |
| 1.  | Gottfried von Cramm       | Tennis         | 349    | Sieger Internationale Deutsche Meisterschaften        |
| 2.  | Hein ten Hoff             | Boxen          | 250    | Deutscher Profimeister Schwergewicht                  |
| 3.  | Fritz Walter              | Fußball        | 181    | Deutscher Vizemeister mit dem 1. FC Kaiserslautern    |
| 4.  | Georg Meier               | Motorsport     | 152    | Deutscher Formel-2-Meister, Deutscher Meister 500 cm³ |
| 5.  | Gerd Luther               | Leichtathletik | 150    | Deutscher Meister Weitsprung, Fünf- u. Zehnkampf      |
| 6.  | Leo Lickes                | Leichtathletik | 097    | Deutscher Meister 200 Meter, 4-mal-100-Meter-Staffel  |
| 7.  | Annemarie Buchner-Fischer | Ski Alpin      | 088    |                                                       |
| 8.  | Walter Klinge             | Schwimmen      | 085    |                                                       |
| 9.  | Lena Stumpf               | Leichtathletik | 074    | Deutsche Meisterin Fünfkampf                          |
| 10. | Theo Wied                 | Turnen         | 070    | Deutscher Meister Achtkampf                           |
| 11. | Herbert Klein             | Schwimmen      | 058    |                                                       |
| 12. | Rudolf Lüttge             | Leichtathletik | 052    | Deutscher Meister 25 km Gehen                         |

## Quelle
- Der beste deutsche Sportler 1948, Mitteilung 127/48 der ISK vom 26. Dezember 1948.